# Томсон, Кит Стюарт
Кит Стюарт Томсон (англ. Keith Stewart Thomson; 1938, Дербишир — 21 февраля 2025) — британо-американский учёный-биолог, зоолог и палеонтолог, эволюционист и специалист по биоразнообразию, историк науки.
Доктор философии (1963), эмерит-профессор Оксфорда, член Американского философского общества (2011) и его исполнительный директор в 2012—2017 годах. Прежде профессор Оксфорда и директор Oxford University Museum of Natural History (1998—2003), учёный нью-йоркской Новой школы, президент Academy of Natural Sciences of Drexel University (1987—1995), профессор Йеля (по 1987).

## Биография
Окончил Бирмингемский университет (бакалавр, 1960). В том же году перебрался в США, чьим натурализовавшимся гражданином станет в 1994 году. Поступил в Гарвард, получил степени магистра (1961) и доктора философии по биологии (1963). (Также получит степень магистра Оксфорда в 1988 году.) В 1963—1965 годах постдок НАТО в Университетском колледже Лондона, преподавал зоологию. В 1965—1987 годах в Йеле (ассистент-, 1965—1970, ассоциированный, 1970—1976, профессор биологии, 1976—1987), куда первоначально зачислился на кафедру биологии; являлся куратором по рыбам йельского Peabody Museum of Natural History — и его директором в 1977—1979 годах.
В 1987—1995 годах президент и CEO Academy of Natural Sciences of Drexel University.
C 1996 года университетский заслуженный учёный нью-йоркской Новой школы, где преподавал биологию и историю науки.
С 1998 по 2003 год директор Oxford University Museum of Natural History. Также состоял профессором и фелло Келлогг-колледжа. С 2003 года эмерит-профессор Оксфорда и эмерит-фелло Келлогг-колледжа.
С 1 июля 2012 по 12 июня 2017 года исполнительный директор Американского философского общества. Ныне также его куратор.
На протяжении тридцати лет вёл колонку Marginalia в American Scientist.
Член Американской академии искусств и наук (2017).
Фелло Линнеевского общества и Зоологического общества Лондона. Почётный магистр Йеля (1976), а также получил его Wilbur Cross Medal (1986).
Автор более 200 работ, в частности Morphogenesis and Evolution (Oxford University Press, 1988).
Женился в 1963 году, две дочери.

## Книги
- Treasures on Earth (Faber and Faber, 2002)
- The Watch on the Heath (2005, published in the USA as Before Darwin)
  - Before Darwin (Yale University Press, 2005)
- Fossils: A Very Short Introduction (Oxford University Press, 2005)
- The Legacy of the Mastodon: The Golden Age of Fossils in America (Yale University Press, 2008)
- A Passion for Nature: Thomas Jefferson and Natural History (Thomas Jefferson Foundation, 2008)
- The Young Charles Darwin (Yale University Press, 2009)
- Jefferson’s Shadow: the Story of his Science (Yale University Press, 2012)
- Private Doubt, Public Dilemma (Yale University Press, 2015)